# Balltown
Balltown é uma cidade localizada no estado americano de Iowa, no Condado de Dubuque.

## Demografia
Segundo o censo americano de 2000, a sua população era de 73 habitantes.
Em 2006, foi estimada uma população de 70, um decréscimo de 3 (-4.1%).

## Geografia
De acordo com o United States Census Bureau tem uma área de
0,2 km², dos quais 0,2 km² cobertos por terra e 0,0 km² cobertos por água. Balltown localiza-se a aproximadamente 367 m acima do nível do mar.

## Localidades na vizinhança
O diagrama seguinte representa as localidades num raio de 12 km ao redor de Balltown.